# Rund
Het rund (Bos primigenius taurus), ook wel huisrund genaamd, is een evenhoevige uit de familie van de holhoornigen (Bovidae). Het rund is de gedomesticeerde afstammeling van de sinds de middeleeuwen uitgestorven oeros (Bos primigenius).
De wetenschappelijke naam van het gedomesticeerde rund werd als Bos taurus in 1758 gepubliceerd door Carl Linnaeus in de tiende editie van Systema naturae. Veel andere auteurs beschouwen het rund echter niet als een aparte soort maar als een gedomesticeerde ondersoort van de oeros. Die opvatting is inmiddels gemeengoed geworden. Op grond van ICZN Opinion 2027 is de soortnaam Bos primigenius. De oeros heet Bos primigenius primigenius. Het gedomesticeerde rund Bos primigenius taurus.
Het Indische rund heeft een typische bult en slappe oren. Het wordt tegenwoordig niet langer als een ondersoort beschouwd, maar als de variëteit indicus van Bos primigenius taurus, beter bekend als zeboe of bultrund.
Een vrouwelijk rund wordt een koe genoemd, het mannelijke rund een stier. Een os is een gecastreerde stier.
Zoals alle herkauwers heeft het rund vier magen. Verder heeft het rund in totaal 32 tanden. In de bovenkaak heeft het geen hoektanden en snijtanden, maar wel zes voorkiezen en zes kiezen. In de onderkaak heeft het rund acht snijtanden, zes voorkiezen en zes kiezen.

## Domesticatie
Runderen worden al heel lang door de mens als huisdieren gehouden. Volgens genetisch onderzoek werd het rund vermoedelijk zo'n 10.500 jaar geleden gedomesticeerd in het Nabije Oosten uit een kleine populatie van circa tachtig exemplaren.
De domesticatie van de oeros tot het huisrund stelt wetenschappelijke problemen door de korte tijdspanne in combinatie met de afmetingen van de oeros (zo'n anderhalf keer zwaarder dan een forse stier): Julius Caesar beschreef de oeros als een "kleine olifant" en dit wordt bevestigd door de afmetingen van de beenderen. Domesticatie vereist een kweekprogramma om tamme dieren te selecteren, maar met neolithische technologie ligt het niet voor de hand een oeros zelfs maar op te sluiten binnen een kraal, laat staan twee uitgekozen dieren te doen paren. Men vermoedt dat een externe oorzaak gezorgd heeft voor het plots ontstaan van grote aantallen dwergexemplaren, die door mensen gevangen zouden kunnen zijn.
Er zijn door de lange domesticatie veel, vaak streekgebonden, rassen ontstaan. Sommige zijn meer gericht op melkproductie, andere meer op vleesproductie en weer anderen op hun sierwaarde. Sommige zijn oude rassen, waarvan nog maar weinig exemplaren bestaan. Tegenwoordig worden er inspanningen geleverd om deze oude rassen te bewaren. Dat gebeurt deels uit cultuurhistorische overwegingen, deels om de genetische diversiteit te bewaren.
Een in Mongolië en Tibet veel voorkomende kruising tussen een rund en een jak is een dzo, die sterker is dan beide ouders.
Er worden pogingen gedaan om de oervorm van het rund terug te fokken, althans dieren die er uiterlijk sterk op lijken. Een van de bekendste pogingen is die van de gebroeders Heck, het zogeheten Heckrund. Ze zijn uitgezet in de Oostvaardersplassen en de Slikken van Flakkee.

### Rund als heilig dier
Het hindoeïsme beschouwt van oudsher het rund, en specifiek de in India voorkomende zeboe (Bos indicus), als heilig. Zowel het respect voor en de verering van het leven van dieren inclusief vee en de waarde die toegekend wordt aan voeding in het hindoeïsme en vegetarisme in India zijn gebaseerd op de eeuwenoude hindoeïstische ethiek met als kernconcept de ahimsa: geweldloosheid jegens alle wezens. Tegen het midden van het eerste millennium voor het heden waren de gelovigen van alle drie de grote religies - het boeddhisme, het hindoeïsme en het jaïnisme - voorstanders van geweldloosheid als een ethische waarde, en iets dat van invloed was op de wedergeboorte van het individu. Het eten van vlees en het slachten van dieren ging men algemeen beschouwen als een vorm van geweld tegen levensvormen en werd een religieus en sociaal taboe. India, met een hindoeïstische bevolking van bijna 80%, heeft steevast de laagste vleesconsumptie ter wereld volgens de statistieken van de Wereldvoedselorganisatie FAO en India heeft meer vegetariërs dan de rest van de wereld bij elkaar. Ook vele hindoes buiten India (onder meer in Pakistan, Bangladesh, Afghanistan, Nederland, Suriname en West-Indië) streven deze religieus geïnspireerde levensstijl na.
De hindoegod Krishna wordt vaak afgebeeld met koeien die naar zijn muziek luisteren.
De verering van runderen onder hindoes is ook wel verklaard in economische termen, waaronder het belang van zuivel in het dieet, het gebruik van koeienmest als brandstof en voor de landbouw. De status van koeien in India is reeds eeuwenlang een onderwerp van discussie en leidt soms ook tot spanningen tussen bevolkingsgroepen met een ander geloof. De meeste staten van India hebben wetten tegen het slachten van de dieren. Met name in de deelstaat Uttar Pradesh komt het veelvuldig voor dat personen die worden beschuldigd van het doden van een dier, en met name voor het eten van vlees, doelwit worden van vergeldingsacties van religieuze vigilantes.

## Rundveehouderij
De rundveehouderij is een van de belangrijkste bronnen van niet alleen vlees, maar ook melk en leer voor de mens. Het extreem doorfokken op melkopbrengst heeft tot gevolg gehad dat de genetische diversiteit van de veestapel voortdurend afnam. Goede stieren verwekken door kunstmatige inseminatie vele duizenden nakomelingen.

## Rasaanduiding
De runderrassen die in Nederland voorkomen zijn verdeeld in drie groepen: melk, dubbeldoel en vleesrassen.
- Melkrassen: Deze dieren worden gehouden voor hun productie van melk. Het fokdoel is meer melk- en eiwitproductie.
- Dubbeldoelrassen: Deze dieren worden gehouden voor de productie van melk en voor de productie van vlees. Het fokdoel van deze dieren is meer melk en meer vlees.
- Vleesrassen: deze dieren worden gehouden voor de productie van vlees. Het fokdoel is meer vlees.

Dubbeldoel lijkt de gouden keuze, maar een dikke koe geeft niet veel melk en aan een goede melkkoe zit niet veel vlees. Bij een dubbeldoelkoe is de melkproductie matig tot goed en de vleesopbrengst redelijk.
In de onderstaande tabel staan de rassen met hun type en rasaanduiding. De rasaanduiding wordt gebruikt in de rasbalk die op de koeschets van het dier staat. Het grootste deel van de rassen die voorkomen op de wereld zijn beschreven en getekend door Marleen Felius in het boek Rundvee. Rassen van de Wereld. Gedurende 25 jaar heeft zij in dit boek meer dan 700 rassen beschreven. Het boek is niet meer nieuw verkrijgbaar. De meeste rassen zijn vleesrassen.
| Ras- aanduiding | Rasnaam              | type          | Ras- aanduiding | Rasnaam                        | type          |
| --------------- | -------------------- | ------------- | --------------- | ------------------------------ | ------------- |
| ANG             | Angler               | Melkras       | NOR             | Normande                       | Dubbeldoelras |
| AYS             | Ayrshire             | Melkras       | OD              | Overig dubbeldoel              | Dubbeldoelras |
| BF              | British Friesian     | Melkras       | PIN             | Pinzgauer                      | Dubbeldoelras |
| FH              | Fries Hollands       | Dubbeldoelras | SAL             | Salers                         | Dubbeldoelras |
| FR              | Fries roodbont       | Dubbeldoelras | TAR             | Tarantaise                     | Dubbeldoelras |
| G               | (Groninger) Blaarkop | Dubbeldoelras | WBL             | Welsh Black                    | Dubbeldoelras |
| GUS             | Guernsey             | Melkras       | AA              | Aberdeen Angus                 | Vleesras      |
| HF              | Holstein Friesian    | Melkras       | AUB             | Aubrac                         | Vleesras      |
| JER             | Jersey               | Melkras       | BA              | Blonde d'Aquitaine             | Vleesras      |
| LV              | Lakenvelder          | Dubbeldoelras | BAZ             | Bazadaize                      | Vleesras      |
| NF              | New Zealand Friesian | Melkras       | BBl             | Belgisch Witblauw              | Vleesras      |
| NRB             | Noors roodbont       | Melkras       | BRA             | Brahman                        | Vleesras      |
| OF              | Overig Friesian      | Melkras       | CHI             | Chianina                       | Vleesras      |
| OM              | Overig melktype      | Melkras       | CHL             | Charolais                      | Vleesras      |
| WR              | Witrik               | Melkras       | DEV             | Devon                          | Vleesras      |
| ZRB             | Zweeds roodbont      | Melkras       | DIK             | Dikbil                         | Vleesras      |
| ABO             | Abondance            | Dubbeldoelras | GAL             | Galloway                       | Vleesras      |
| BR              | Belgisch roodbont    | Dubbeldoelras | GAS             | Gasconne                       | Vleesras      |
| BS              | Brown Swiss          | Dubbeldoelras | HER             | Hereford                       | Vleesras      |
| BV              | Braunvieh            | Dubbeldoelras | HI              | Highland                       | Vleesras      |
| DEX             | Dexter               | Dubbeldoelras | LIM             | Limousin                       | Vleesras      |
| DR              | Deens roodbont       | Dubbeldoelras | MAR             | Marchigiana                    | Vleesras      |
| FLV             | Fleckvieh            | Dubbeldoelras | MA              | Maine Anhou                    | Dubbeldoelras |
| MON             | Montbéliarde         | Dubbeldoelras | PIM             | Piëmontees                     | Vleesras      |
| MRY             | Maas-Rijn-IJssel     | Dubbeldoelras | ROM             | Romagnola                      | Vleesras      |
| MSH             | Milking shorthorn    | Dubbeldoelras | VRB             | Verbeterd roodbont vleesveeras | Vleesras      |

## Milieu-impact
De runderindustrie draagt in hoge mate bij aan de stikstofproblematiek en het methaangas in het milieu, wat weer bijdraagt aan een versterkt broeikaseffect.

## Economisch belang
In 2020 werden in de Europese Unie 22,9 miljoen runderen geslacht, goed voor 6,8 miljoen ton vlees, waarvan 9,1% in Nederland en 3,4% in België. De marktprijs schommelde naargelang de categorie van het dier tussen € 260 en € 400 per 100 kg. Wereldwijd zijn de grootste producenten, in dalende volgorde: de Verenigde Staten, Brazilië, de Europese Unie, India, Australië en Nieuw-Zeeland.
Europese melkkoeien leverden in dat jaar 144,19 miljoen ton melk, waarvan 9,7% in Nederland en 3,1% in België. De prijs van rauwe melk is seizoensgebonden en varieerde van € 32,55 per 100 kg in juli tot € 35,43 per 100 kg in november. Een belangrijk deel van de toegevoegde waarde is afkomstig van zuivelproducten: de gemiddelde boterprijs ging niet onder € 280 per 100 kg en Emmentaler haalde zelfs meer dan € 500 per 100 kg.

## Fotogalerij

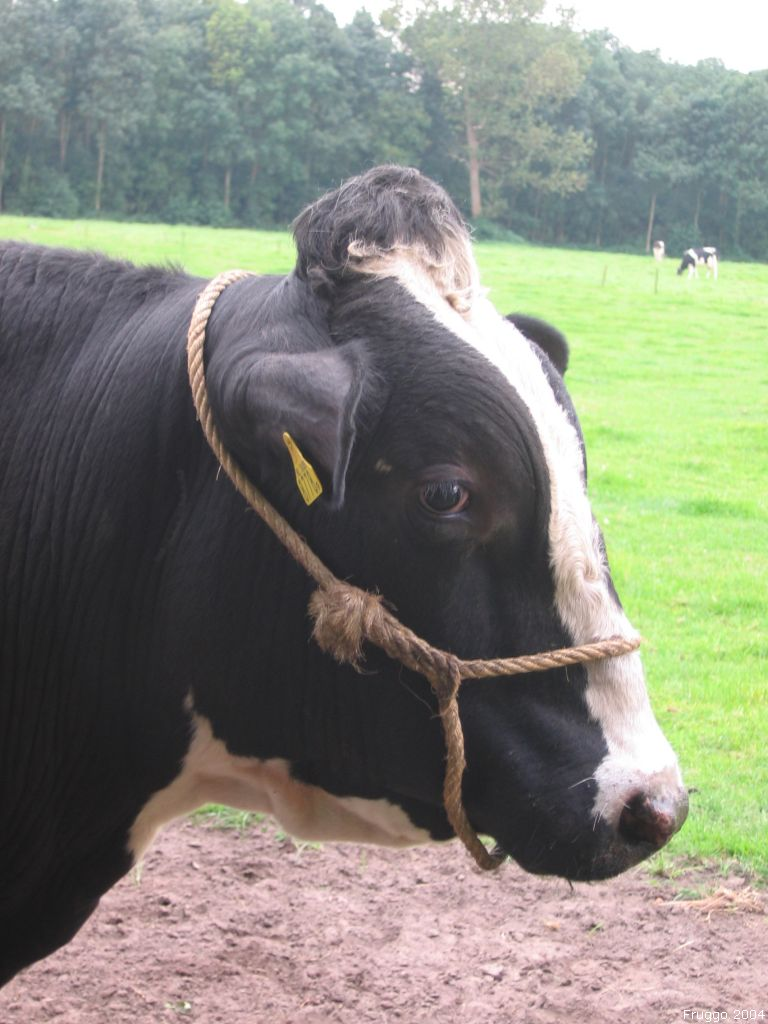
Een kop van een stier
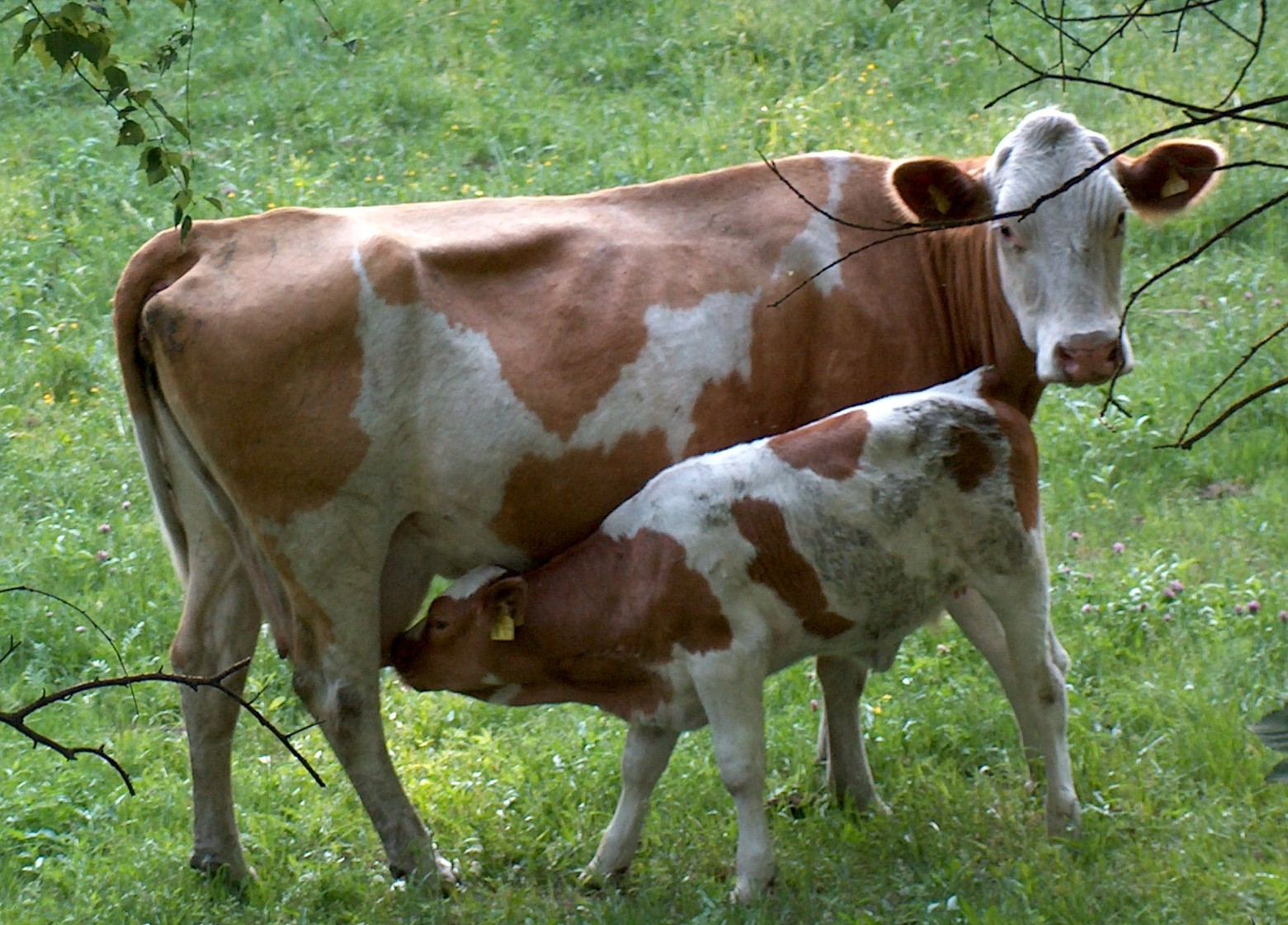
Koe en kalf
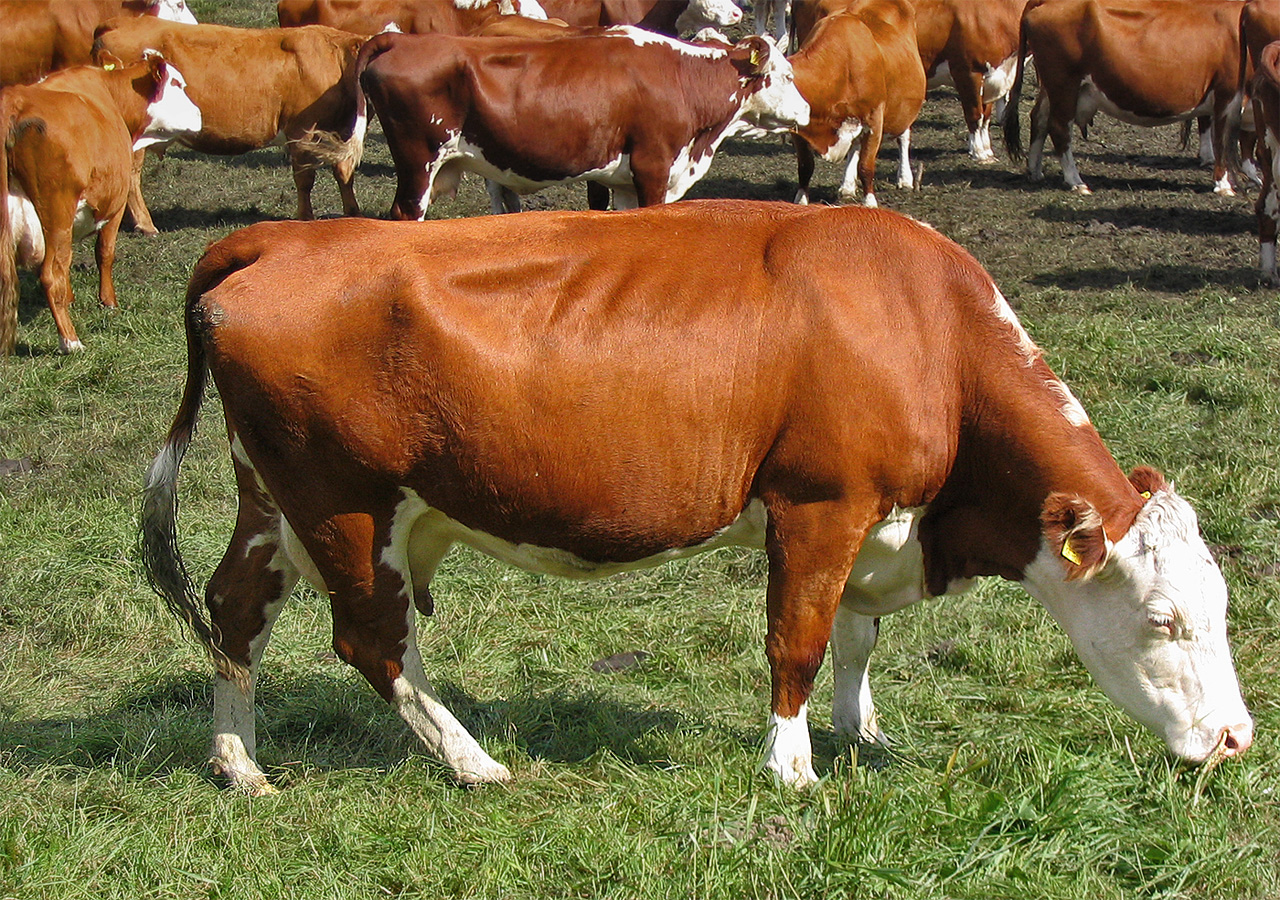
Roodbonte koe
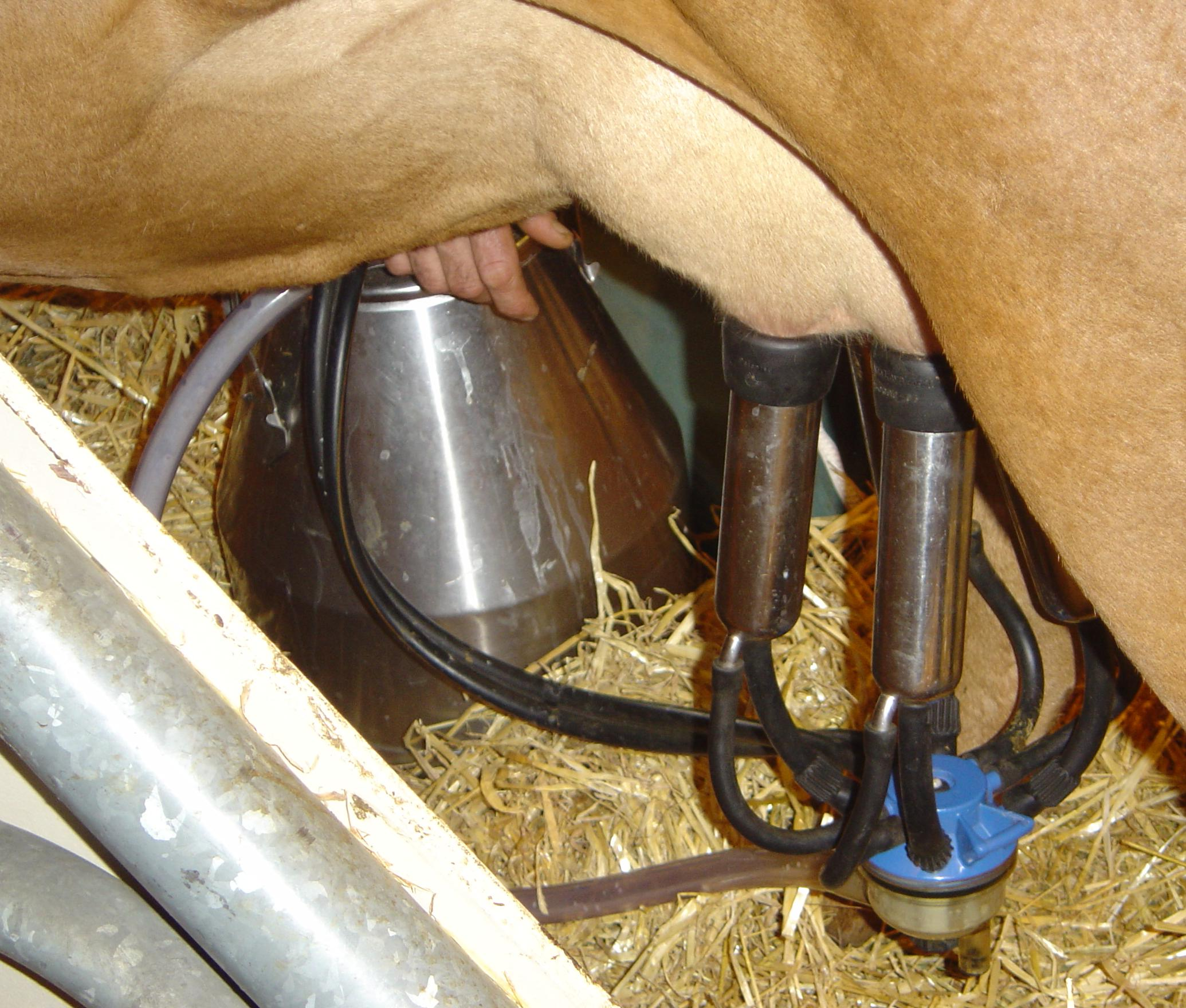
Melkmachine in actie
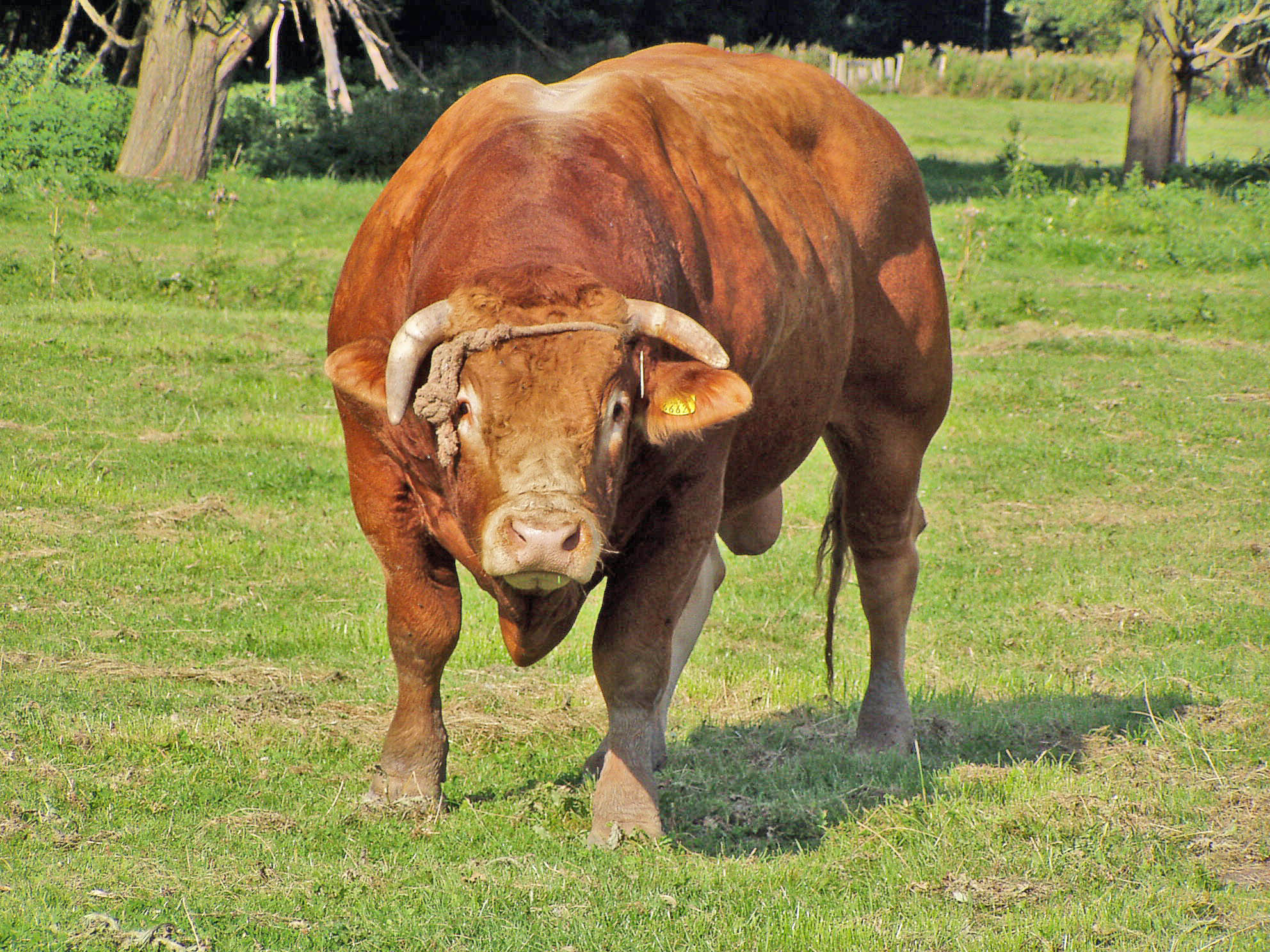
Stier, Oostvaardersplassen
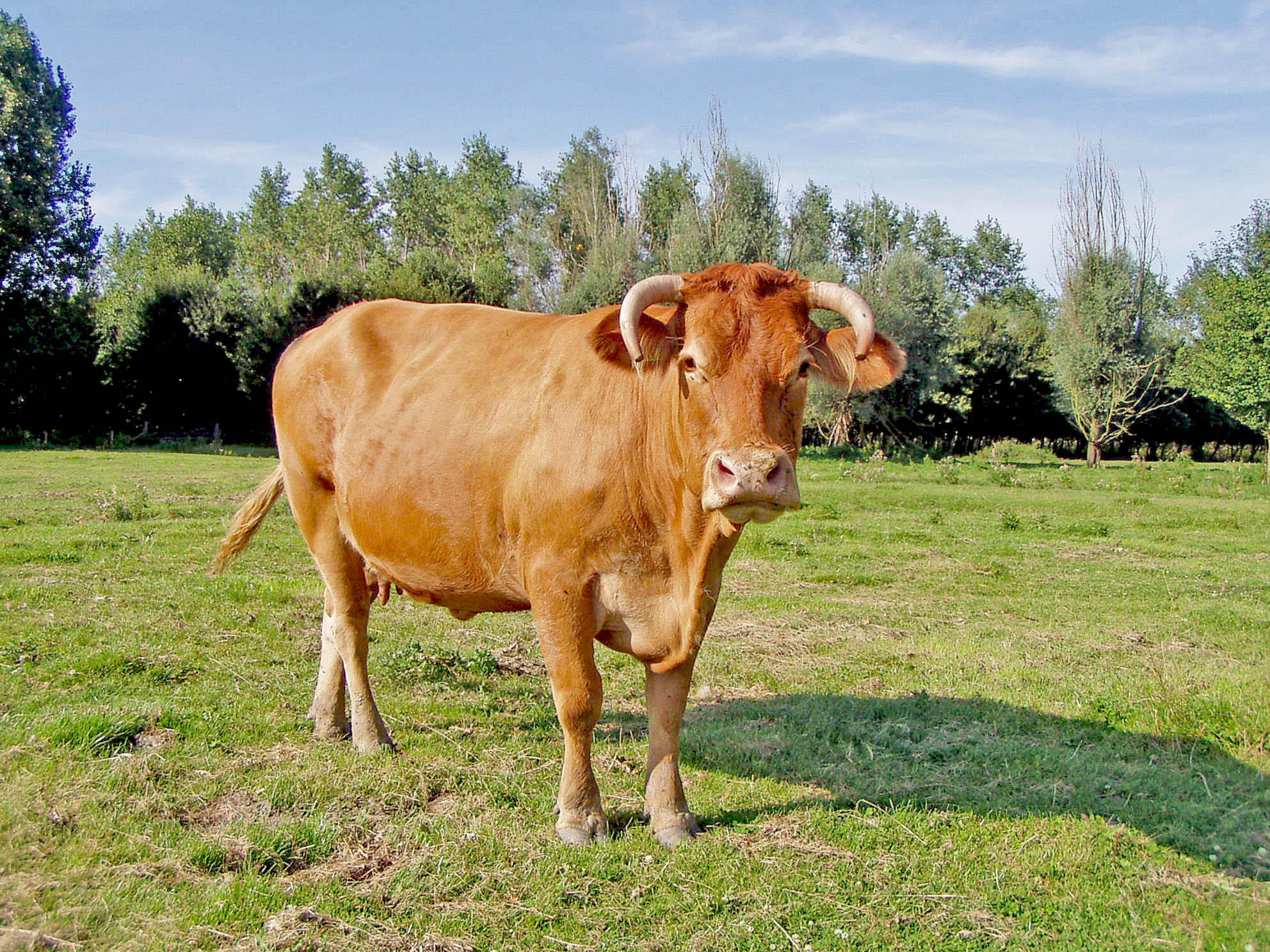
Koe, Oostvaardersplassen
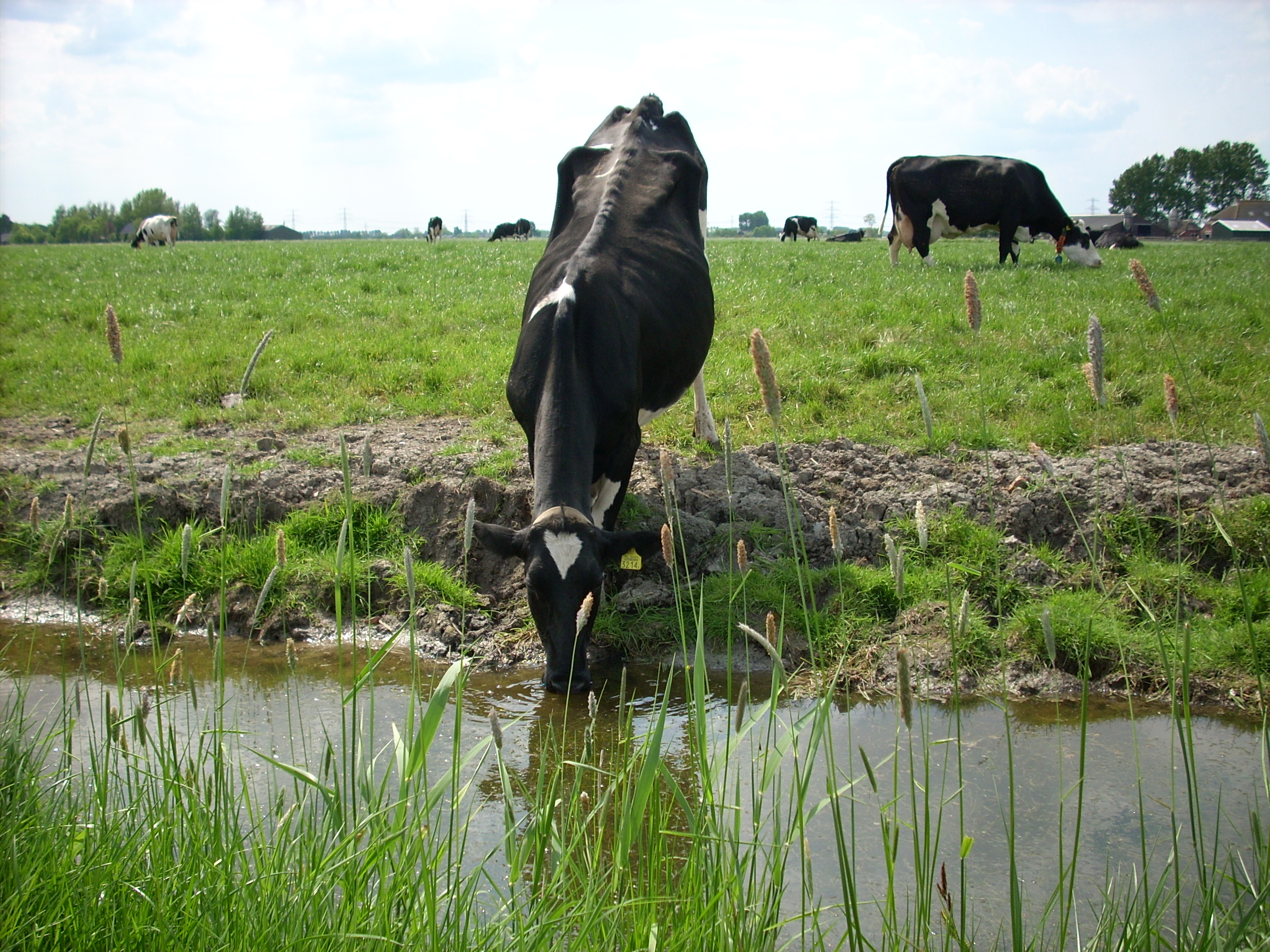
Uit de sloot drinkende koe
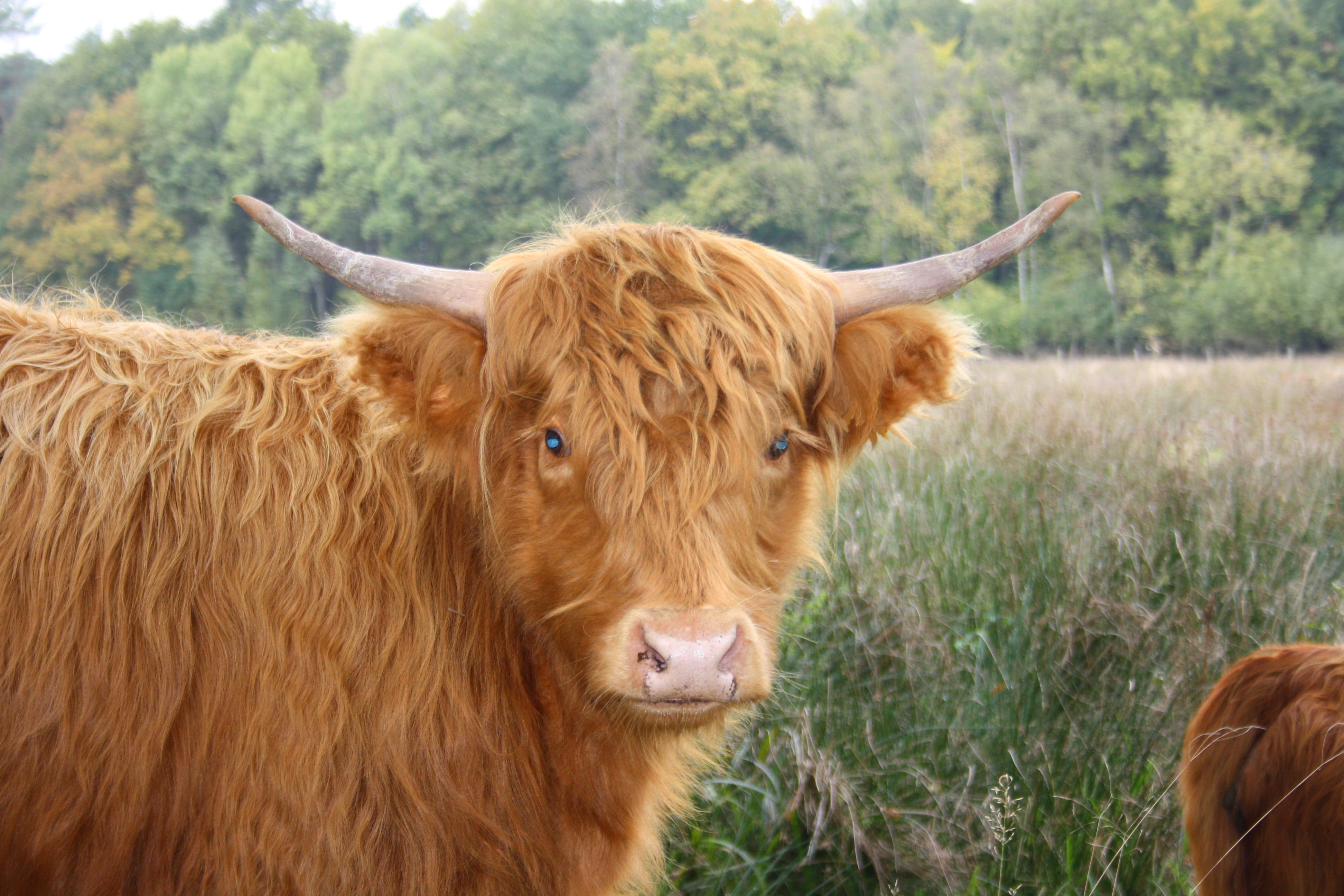
Schotse hooglander in de Schinveldse Bossen
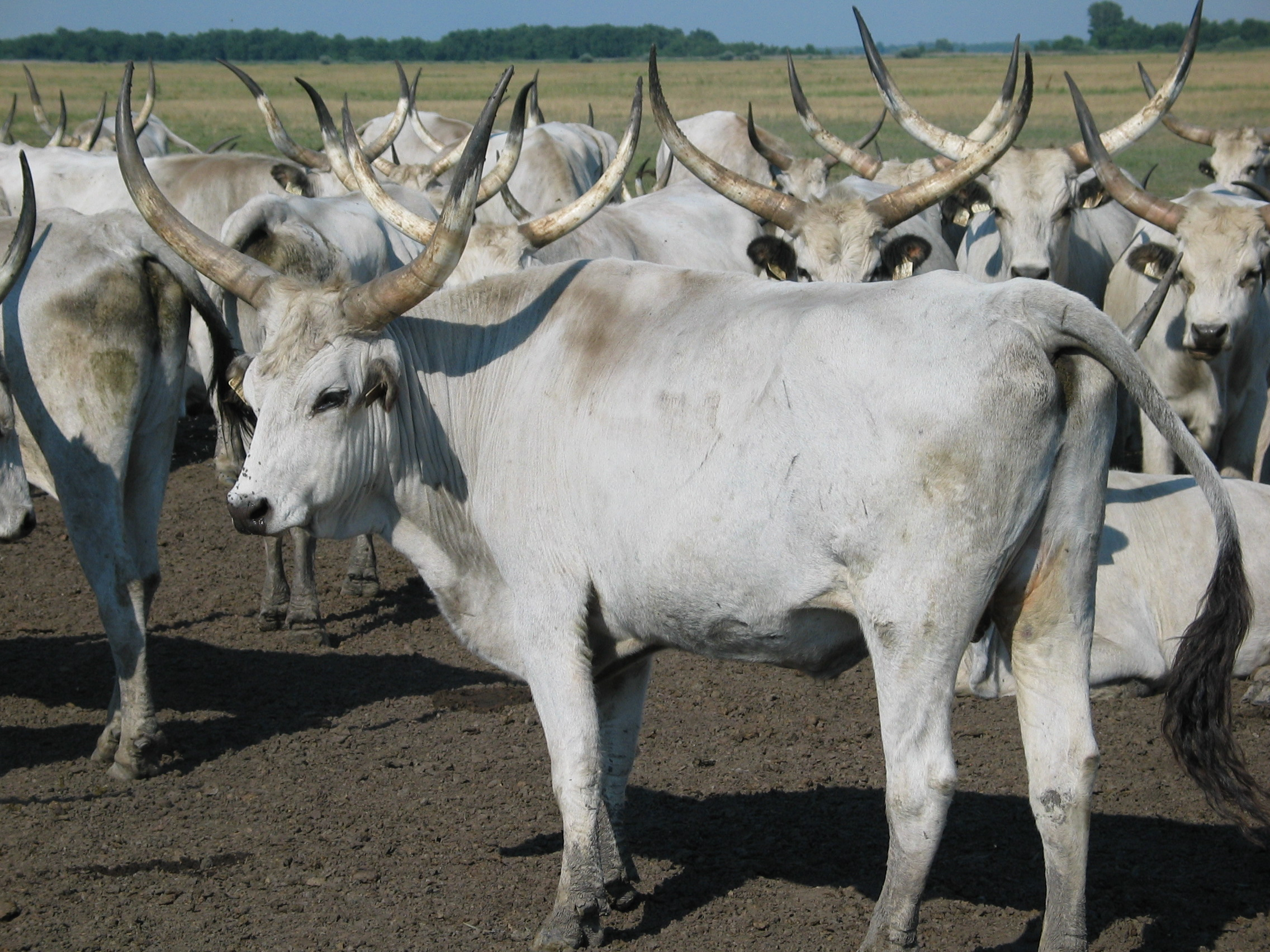
Op de poesta gehouden Hongaarse grijze runderen

## Rund in de taal
De Nederlandse taal heeft een groot aantal gezegden en spreekwoorden waarin het rund een rol speelt. Enkele voorbeelden:
- Hij bloedt als een rund: een wond die hevig bloedt.
- Oude koeien uit de sloot halen: opnieuw praten over ergernissen uit het verleden (die volgens de ander al waren uitgepraat).
- Er heet geen koe bont, of er zit wel een vlekje aan: er is altijd wel iets waar, van wat de mensen zeggen.
- Wat een rund: wat een dom persoon.

### Benaming
Een vrouwelijk rund wordt een koe genoemd, een mannelijk rund een stier of een bul. Een gecastreerde stier is een os. Een jonge koe is een kalf; eventueel koekalf of stierkalf om het geslacht aan te duiden. Een pink of enter is een eenjarig rund, waarbij enter ook voor een eenjarig paard gebruikt kan worden. Een vaars ten slotte is een koe die voor het eerst gekalfd (een kalf gekregen) heeft.